# 單鰭䲗屬
單鰭䲗屬（學名：Draculo）為䲗科下的一屬，主要出現在西印度洋-太平洋海域的熱帶區。

## 物種
目前辨認出5個種：
- 獨棘單鰭䲗（D. celetus）
- 牟氏單鰭䲗（D. maugei）
- 單鰭䲗（D. mirabilis）
- 穗頜單鰭䲗（D. pogognathus）
- 香戈單鰭䲗（D. shango）

## 文獻
1. ↑  Froese, R. & Pauly, D. (eds.) (2014). Species of Draculo. FishBase. Version 2014-06.